# Artemisia davazamczii
Artemisia davazamczii là một loài thực vật có hoa trong họ Cúc. Loài này được Darijma & Kamelin mô tả khoa học đầu tiên năm 1992.